# 大林奈央
大林 奈央（おおばやし なお、1999年8月28日- ）は、兵庫県姫路市在住の女子プロゴルファー（山東CC)。

## 経歴
2017年の世界ジュニアチャンピオン。現在は中国ツアーに参戦して賞金ランキング23位である。